# Kumrovec
Kumrovec je vas in istoimenska občina v Krapinsko-zagorski županiji na Hrvaškem. Leži v obmejnem pasu s Slovenijo ob reki Sotli. Po podatkih iz leta 2001 ima Kumrovec 304 prebivalce, občina pa 1854 prebivalcev.
Kumrovec je najbolj poznan kot rojstni kraj predsednika Jugoslavije, Josipa Broza - Tita (1892–1980). Rojstna hiša, zgrajena leta 1860 kot prva z zidaki pozidana hiša v Kumrovcu, je od leta 1953 Muzej maršala Tita. Pred njo stoji njegov bronasti kip, delo Antuna Augustinčića (1900–1979). Rojstna hiša se danes nahaja v sklopu etnološkega muzeja Staro selo z restavriranimi vaškimi hišami, zgrajenimi konec 19. stoletja. Rekonstrukcija in redekoracija 40-ih hiš in drugih kmetijskih objektov se je začela leta 1977.

## Zgodovina
Po raziskovalnih ugotovitvah zgodovinarja Daniela Siterja je v začetni fazi nemške okupacije slovensko-hrvaškega ozemlja med majem in junijem 1941 Občino Kumrovec poleg ostalih predelov zahodnega obrobja Hrvaškega Zágorja (Hum na Sotli, Prišlin, Druškovec, Brezno in Lupinjak) začasno okupirala nacistična Nemčija. Svastika je prvih nekaj tednov po aprilski zasedbi plapolala tudi v Kumrovcu. Okupirani čezmejni prostor je bil vrnjen Neodvisni državi Hrvaški (NDH) v sredini junija 1941. Takrat se je državna in okupacijska meja med Nemčijo in NDH dokončno vzpostavila po vodni liniji reke Sotle.

## Demografija
| Pregled števila prebivalcev po letih | Pregled števila prebivalcev po letih | Pregled števila prebivalcev po letih | Pregled števila prebivalcev po letih | Pregled števila prebivalcev po letih | Pregled števila prebivalcev po letih | Pregled števila prebivalcev po letih | Pregled števila prebivalcev po letih | Pregled števila prebivalcev po letih | Pregled števila prebivalcev po letih | Pregled števila prebivalcev po letih | Pregled števila prebivalcev po letih | Pregled števila prebivalcev po letih | Pregled števila prebivalcev po letih | Pregled števila prebivalcev po letih |
| ------------------------------------ | ------------------------------------ | ------------------------------------ | ------------------------------------ | ------------------------------------ | ------------------------------------ | ------------------------------------ | ------------------------------------ | ------------------------------------ | ------------------------------------ | ------------------------------------ | ------------------------------------ | ------------------------------------ | ------------------------------------ | ------------------------------------ |
| 1857                                 | 1869                                 | 1880                                 | 1890                                 | 1900                                 | 1910                                 | 1921                                 | 1931                                 | 1948                                 | 1953                                 | 1961                                 | 1971                                 | 1981                                 | 1991                                 | 2001                                 |
| 214                                  | 226                                  | 235                                  | 242                                  | 250                                  | 259                                  | 278                                  | 260                                  | 264                                  | 267                                  | 275                                  | 291                                  | 328                                  | 303                                  | 304                                  |

## Galerija
- Rojstna hiša Josipa Broza - Tita
- Titov kip pri rojstni hiši
- Staro selo (muzej na prostem)
- Staro selo
- Stara osnovna šola
- Nekdanji Spominski dom borcev NOB in mladine Jugoslavije
- Nekdanja Politična šola Josip Broz Tito (na sliki dolga siva stavba tik nad Spominskim domom)
- Cerkev sv. Roka
- Opuščena železniška postaja Kumrovec v sosednji vasi Razvor